# Corio (Piemont)
Corio ist eine Gemeinde mit in der italienischen Metropolitanstadt Turin (TO), Region Piemont.

## Lage und Einwohner
Corio liegt knapp 35 km nordwestlich von Turin. Das Gemeindegebiet umfasst eine Fläche von 41 km² und hat 3039 Einwohner (Stand 31. Dezember 2023). Zur Gemeinde zählen die Fraktionen (Frazioni) Benne, Case Abate, Case Calvet, Case Vergone, Colle Forcola, Colle Secchie, Cudine, Piano Audi, Ritornato, San Pietro, Sant’Antonio und Vilà.
Die Nachbargemeinden sind Locana, Sparone, Pratiglione, Forno Canavese, Coassolo Torinese, Rocca Canavese, Balangero, Mathi, Nole und Grosso.

## Geschichte

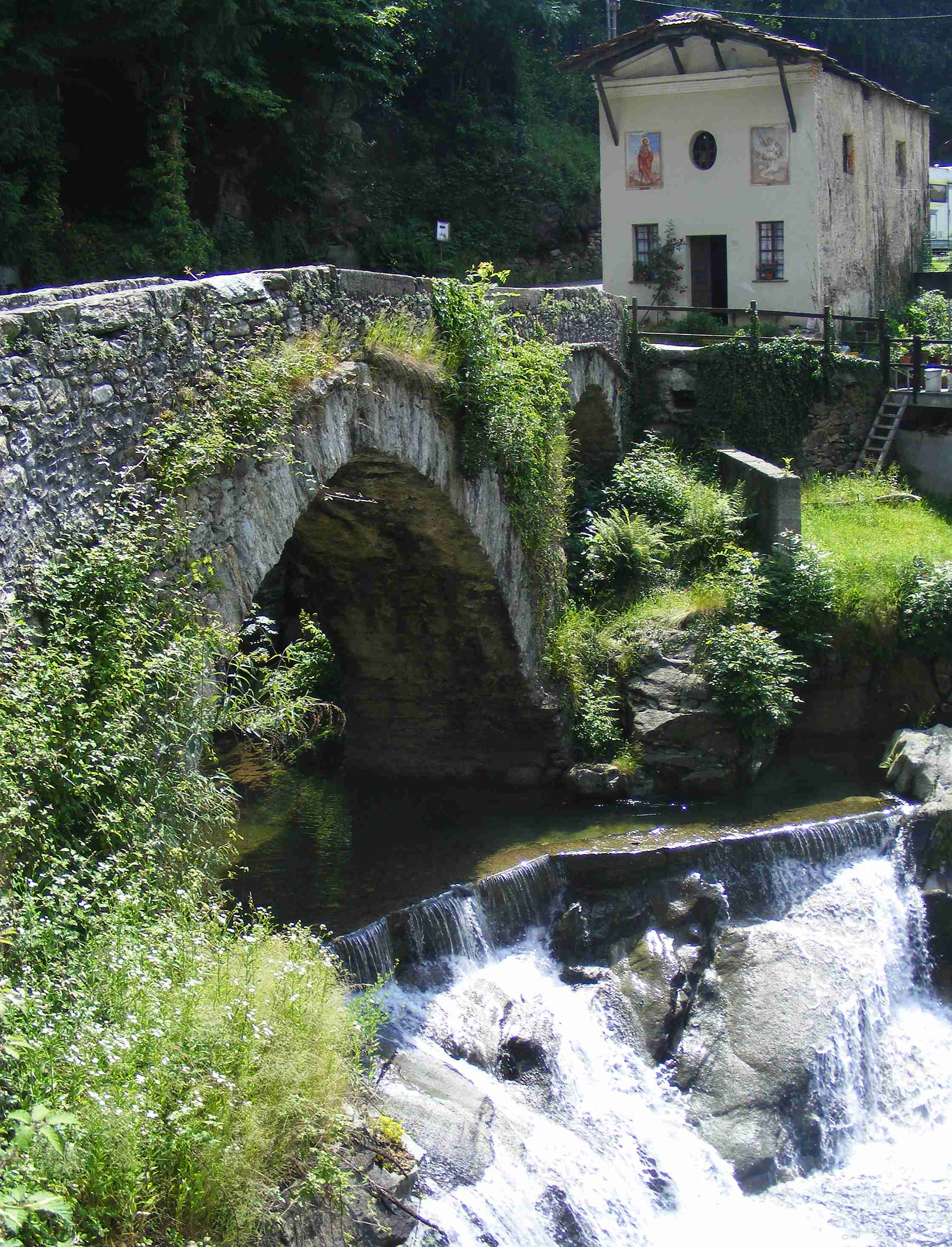
Brücke im Dorf

Von 1918 bis 1990 war auf dem Gebiet dieser Gemeinde und im benachbarten Balangero ein Asbeststeinbruch in Betrieb, der als einer der größte Freilandsteinbruch Europas galt. Jetzt noch gilt die Gegend durch den Asbeststaub als riskant.

## Persönlichkeit
Pietro Fenoglio (* 1865 in Turin; † 22. August 1927 in Corio) war ein italienischer Architekt des Jugendstils